# Aristotel
Aristotel (în greacă: Αριστοτέλης, Aristoteles; n. 384 î.Hr., Archaia Stageira, Macedonia și Tracia⁠(d), Grecia – d. 322 î.Hr., Chalcis⁠(d), Grecia Centrală, Grecia) a fost un filosof al Greciei Antice, discipol al lui Platon și fondator al școlii peripatetice.
A întemeiat și sistematizat domenii filosofice ca logica, științele naturii, metafizica, etica și estetica. Organizarea cunoașterii în acest sistem a avut un impact profund, fiind punct de referință în civilizația europeană până la sfârșitul secolului al XVII-lea. 
A rafinat învățăturile lui Socrate privind gândirea critică sistematică și folosirea întrebărilor pentru a stabili adevărata natură a realității dincolo de felul în care lucrurile apar la prima privire.

## Biografie
Aristotel s-a născut la Stagira , un oraș din Peninsula Calcidică, în nordul Mării Egee. Tatăl său, Nicomah, era medicul regelui Macedoniei, Midas al II-lea, tatăl lui Filip al II-lea și bunicul lui Alexandru cel Mare. Mama sa, pe nume Phaestis, provenea din familie aristocratică.
Rămas orfan de copil, Aristotel își petrece primii ani la Stagira și Pella, iar la 17 ani intră în Academia lui Platon, unde rămâne 20 de ani, mai întâi ca elev apoi ca profesor. După moartea lui Platon, în 347 î.Hr., a plecat la Assos, în Misia devenind consilierul tiranului Hermias. Acesta este începutul unei serii de călătorii pentru cunoașterea și studiul  constituțiilor  orașelor-stat grecești. În 343 î.Hr., era chemat la Pella, la curtea lui Filip, pentru a desăvârși educația tânărului  Alexandru.
În 340 î.Hr. s-a întors la Stagira, dar nu pentru multă vreme. Pacea impusă de Macedonia cetăților grecești i-a dat prilejul să revină la Atena, unde a înființat propria lui școală – Lykeion (școala peripatetică), școală ce va rivaliza cu Academia lui Platon. Timp de treisprezece ani predă aici și își continuă neobosit cercetările.
Despre înfățișarea sa se știe că avea ochii mici, picioare subțiri, vorba cepeleagă, însă avea îmbrăcăminte plăcută, tunsoare îngrijită și inele cu pietre scumpe de o rară frumusețe. Aristotel a fost căsătorit cu Phytias, cu care a avut o fiică numită tot Phytias. După moartea soției, Aristotel a avut un fiu numit Nicomahus cu Herphyllis.
În 323 î.Hr., odată cu moartea lui Alexandru, la Atena a răbufnit vechea dușmănie față de macedoneni. Aristotel s-a refugiat la Chalkis, în insula Eubeea, unde a murit un an mai târziu. La conducerea școlii îi succede Teofrast, cel mai important discipol al său.

## Opera
Din cele peste 150 de lucrări care îi sunt atribuite (sau 145 după Diogenes Laertios), sunt cunoscute 47.
După moartea lui Teofrast, lucrările lui Aristotel ajung în Asia Mică, sunt readuse la Atena pe la 100 î.e.n., și duse la Roma în 86 î.e.n., unde Andronicus din Rhodos organizează prima ediție completă (în greacă). De asemenea, traduceri în arabă au fost păstrate în biblioteci. Lucrările au fost traduse în latină din grecă sau din arabă și reintroduse în civilizația europeană a evului mediu creștin în sec. XII – XIII.
Filosofia (studiul cauzelor prime) este împărțită în domenii (sau științe) 
- teoretice (logică, ale naturii, metafizică),
- practice (etică, politică, economie), în care omul este văzut ca o ființă morală (capabilă de virtute), preocupată de justiție și legi (gr. zoon politikon), care caută frumosul și
- poetice (arte tehnice, retorica, poetica). Arta este privită ca o imitație a realității cu rol de purificare a sufletului prin disciplinarea emoțiilor (gr. katharsis).

Operele complete au fost re-editate de Academia de Științe din Berlin între 1831-70 și sunt tradițional împărțite în cinci domenii, care formează Corpus Aristotelicum, colecția standard a lucrărilor de Aristotel.
Lucrearea Constituția atenienilor (Athenaion Politeia) a fost descoperită în 1890 în Egipt și nu este cuprinsă în Corpus Aristotelicum.
| Domeniu             | Titlu                                     | Index și titlu în latină                 |
| Logică              | Categorii                                 | (1a) Categoriae                          |
|                     | Despre interpretare                       | (16a) De Interpretatione                 |
|                     | Analitica primă                           | (24a) Analytica Priora                   |
|                     | Analitica secundă                         | (71a) Analytica Posteriora               |
|                     | Topica                                    | (100a) Topica                            |
|                     | Respingerile sofistice                    | (164a) De Sophisticis Elenchis           |
| Științe ale naturii | Fizica                                    | (184a) Physica                           |
|                     | Despre cer                                | (268a) De Caelo                          |
|                     | Despre generare și corupere               | (314a) De Generatione et Corruptione     |
|                     | Meteorologicele                           | (338a) Meteorologica                     |
|                     | Despre univers                            | (391a) De Mundo                          |
|                     | Despre suflet                             | (402a) De Anima                          |
|                     | Despre simțuri și sensibilități           | (436a) De Sensu et Sensibilibus          |
|                     | Despre memorie și amintire                | (449b) De Memoria et Reminiscentia       |
|                     | Despre somn și veghe                      | (453b) De Somno et Vigilia               |
|                     | Despre vise                               | (458a) De Insomniis                      |
|                     | Despre divinația prin somn                | (462b) De Divinatione per Somnum         |
|                     | Despre lungimea și scurtimea vieții       | (464b) De Longitudine et Brevitate Vitae |
|                     | Despre tinerețe și bătrânețe              | (467b) De Juventute et Senectute         |
|                     | Despre spirit                             | (481a) De Spiritu                        |
|                     | Istoria animalelor                        | (486a) Historia Animalium                |
|                     | Despre părțile animalelor                 | (639a) De Partibus Animalium             |
|                     | Despre deplasarea animalelor              | (698a) De Motu Animalium                 |
|                     | Despre progresul animalelor               | (704a) De Incessu Animalium              |
|                     | Despre generarea animalelor               | (715a) De Generatione Animalium          |
|                     | Despre culori                             | (791a) De Coloribus                      |
|                     | Despre lucruri auzite                     | (800a) De audibilibus                    |
|                     | Fizionomica                               | (805a) Physiognomonica                   |
|                     | Despre plante                             | (815a) De Plantis                        |
|                     | Despre minuni auzite                      | (830a) Mirabilibus Auscultationibus      |
|                     | Mecanica                                  | (847a) Mechanica                         |
|                     | Probleme                                  | (859a) Problemata                        |
|                     | Despre liniile indivizibile               | (968a) De Lineis Insecabilibus           |
|                     | Despre direcția și denumirile vânturilor  | (973a) Ventorum Situ et nominibus        |
|                     | Despre Melissus, Xenophanes și Gorgias    | (974a) De Melisso, Xenophane, Gorgia     |
| Metafizică          | Articol principal: Metafizica (Aristotel) | (980a) Metaphysica                       |
| Etică               | Articol principal: Etica Nicomahică       | (1094a) Ethica Nicomachea                |
|                     | Etica mare                                | (1181a) Magna Moralia                    |
|                     | Etica eudemică                            | (1214a) Ethica Eudemia                   |
|                     | Despre virtuți și vicii                   | (1249a) De Virtutibus et Vitiis Libellus |
|                     | Articol principal: Politica (Aristotel)   | (1252a) Politica                         |
|                     | Economicele                               | (1343a) Oeconomica                       |
| Estetică            | Retorica                                  | (1354a) Ars Rhetorica                    |
|                     | Retorica lui Alexandru                    | (1420a) Rhetorica ad Alexandrum          |
|                     | Poetica                                   | (1447a) Ars Poetica                      |

## Galerie de imagini

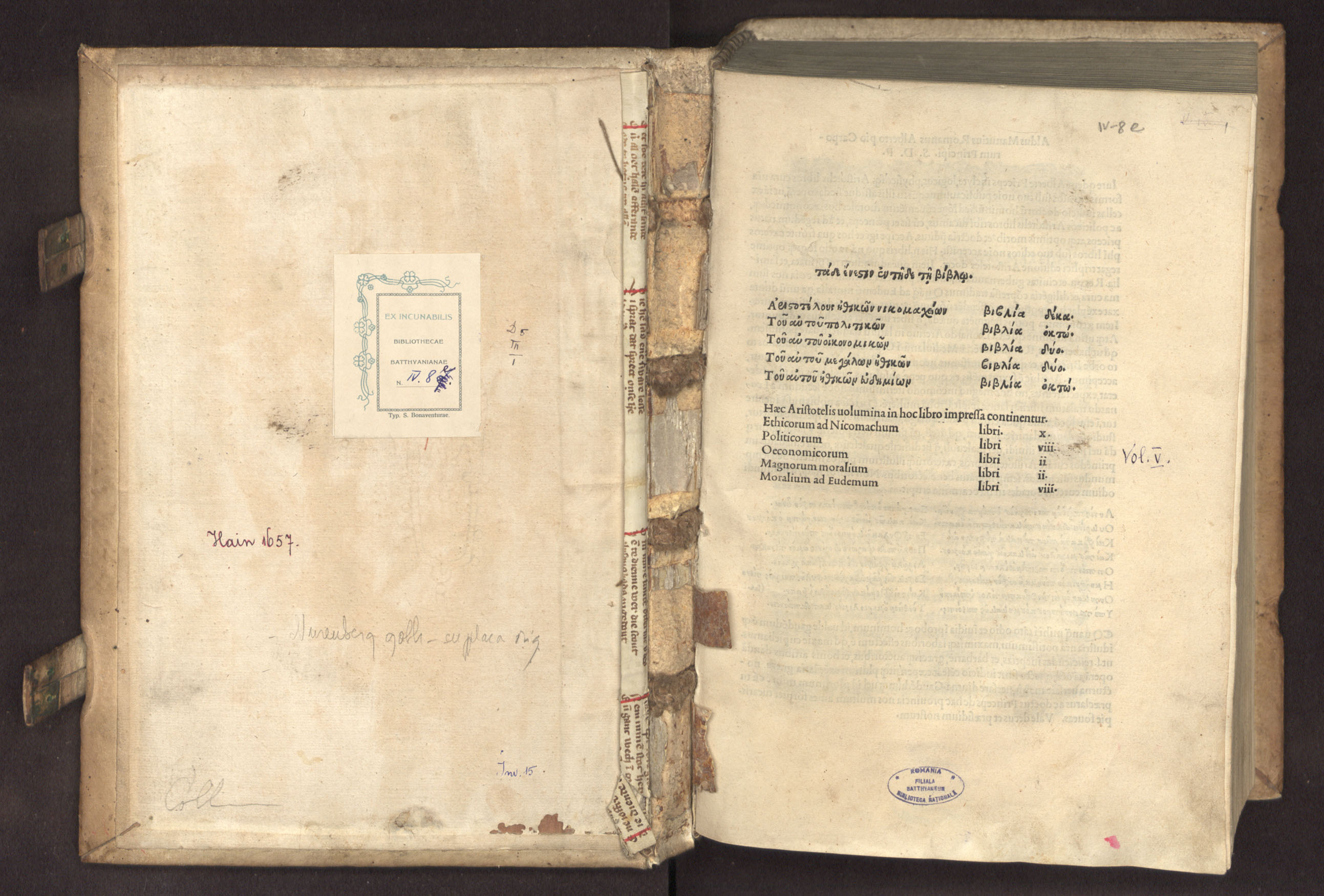
Lucrările de etică de Aristotel, o tipăritură în greacă de Aldus Manutius la Veneția în 1498, din colecția Batthyaneum.
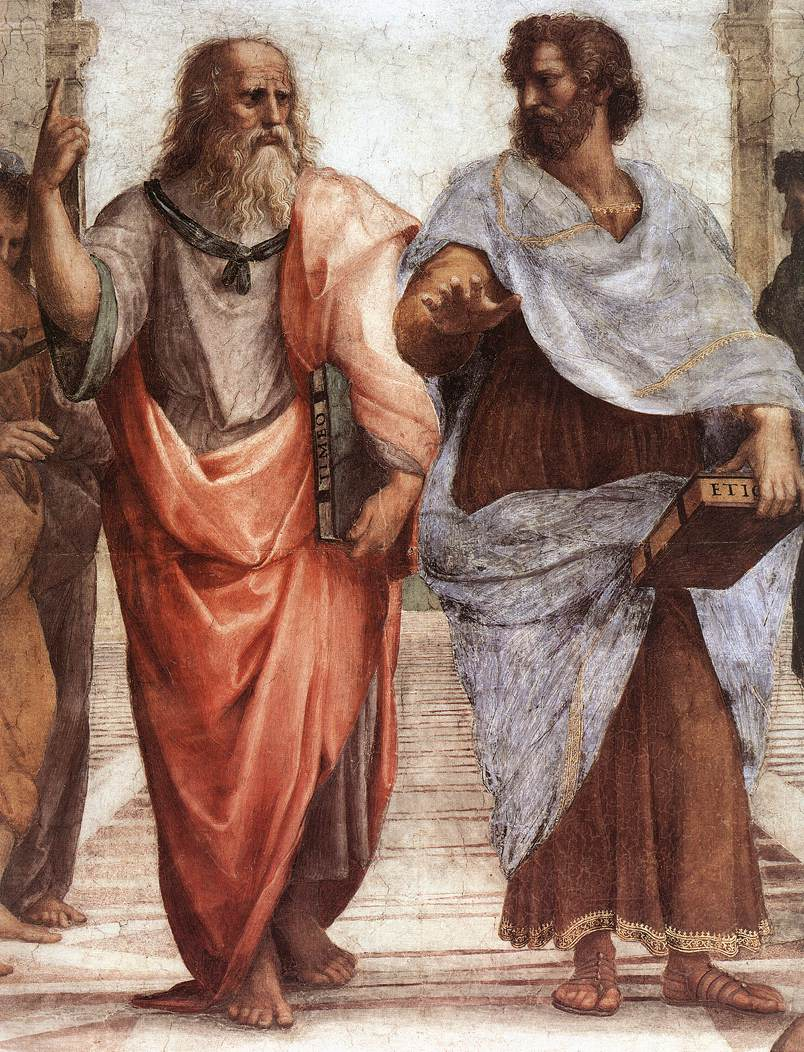
Platon și Aristotel, într-o pictură de Rafael.
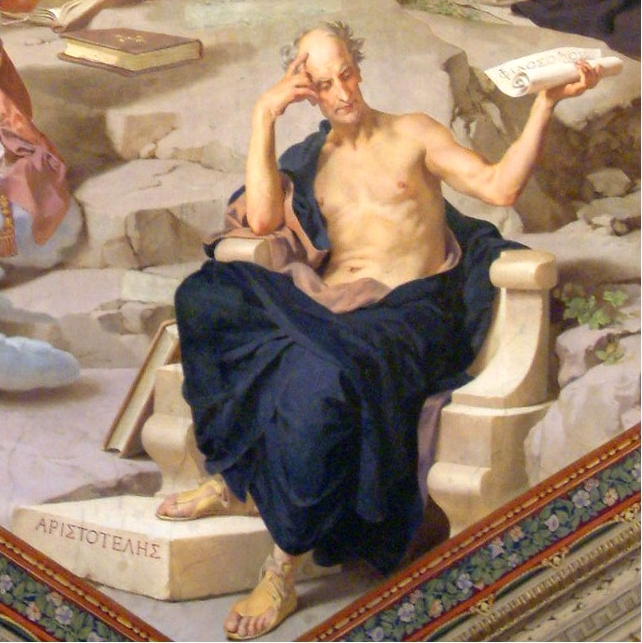
Aristotel, într-un detaliu dintr-o pictură murală din Colecția muzeului Vatican.

## Traduceri în română
- Categorii, traducere de Constantin Noica, Editura Humanitas, București, 1994.

- Despre interpretare, traducere de Constantin Noica, Editura Academiei, București, 1971.

- Organon, traducere de Mircea Florian, Editura Științifică, București, 1957, 1958, 1961, 1963 (reeditate la IRI, 1997).

- Fizica, traducere de N. I. Barbu, Editura Științifică, București, 1966 (reeditare Moldova, Iași, 1995).

- Fizica, ediție bilingvă, traducere de Alexander Baumgarten, Editura Univers Enciclopedic Gold, București, 2018.

- Despre cer, traducere de Șerban Nicolau, în Revista de filosofie, Editura Academiei, București, numerele 3/1989, 2/1990, 2/1992 (ediție incompletă).

- Despre cer, traducere de Șerban Nicolau, Editura Paideia, București, 2006.

- Despre suflet, traducere de N. I. Ștefănescu, Editura Științifică, București, 1969.

- Parva Naturalia. Scurte tratate de științe naturale, traducere de Șerban Mironescu și Constantin Noica, Editura Științifică, București, 1972.

- De anima. Parva naturalia, traducere de N. I. Ștefănescu, Șerban Mironescu și Constantin Noica, Editura Științifică, București, 1996.

- Despre suflet, traducere de Alexander Baumgarten, Editura Humanitas, București, 2005.

- Metafizica, traducere de Șt. Bezdechi, editura Academiei, București, 1965. Reeditare, IRI, 1996, 1999.

- Metafizica, traducere de Gh. Vlăduțescu, Editura Paideia, București, 1998.

- Metafizica, traducere de Andrei Cornea, Editura Humanitas, București, 2001.

- Etica nicomahică, Editura Casa Școalelor, București, 1944.

- Etica nicomahică, traducere de Stella Petecel, Editura Științifică și enciclopedică, București, 1988 (ediția a II-a, IRI, 1998).

- Politica, ediție bilingvă, traducere de Alexander Baumgarten, Editura IRI, București, 2001.

- Politica, traducere de El. Bezdechi, Editura Cultura Națională, 1924. Reeditare Antet, 1996.

- Retorica, ediție bilingvă, traducere de Maria-Cristina Andrieș, Editura IRI, București, 2004.

- Poetica, traducere C.I. Balmuș, Editura Științifică, București, 1957.

- Poetica, traducere de D. M. Pippidi. Editura Academiei, București, 1965 (reeditare, IRI, 1998).

- Statul atenian, traducere de Ștefan Bezdechi, Editura Casa Școalelor, București, 1944 (reeditare Agora, Iași, 1992).

- Protrepticul, ediție bilingvă, traducere de Bogdan Minică și Cătălin Partenie, Editura Humanitas, București, 2005.

- Aristotel, Plotin, Augustin, Ioan Filopon, Toma din Aquino, Alkindi, Avicenna, Avencebrol, Algazel, Averroes, Albert cel Mare, Henri din Gand, Siger din Brabant, Boethius din Dacia, Despre eternitatea lumii. Fragmente sau tratate, traducere din limba latină de Alexander Baumgarten, Editura Iri, București, 1999.

- Aristotel, Alexandru din Afrodisia, Plotin, Themistius, Averroes, Albert cel Mare, Sf. Toma din Aquino, Siger din Brabant, Despre unitatea intelectului. Fragmente sau tratate, traducere de Alexander Baumgarten, Editura Iri, București, 2002.